# 박종훈 (1960년)
박종훈(朴鍾勛, 1960년 10월 22일~ )은 대한민국의 정치인, 교사 출신 노동운동가이다. 제16·17·18대 경상남도교육감이다.

## 생애
1960년 10월 22일 경상남도 창원에서 박정규와 최갑남의 4남 4녀 중 일곱째로 태어났다. 창원시 마산합포구 진전면 양촌리 대정마을 출생으로, 박종훈 자신은 음력 1960년 2월 26일 출생으로 추정된다고 주장한다.
진전면에 있던 양촌초등학교를 졸업했고, 여항중학교에 입학해 3개월 가량 다니다가 마산중학교로 전학해 졸업했다.
경남대학교 정치외교학과를 학사 학위하고, 동 대학원에서 정치학 석사, 정치학 박사를 이수받았다.
1984년 3월 21일부터 2002년 7월 31일까지 18년 4월 간 일반사회교사로 근무하였다.
2002년 경상남도 교육위원으로 선임되었고, 2005년에는 교육위원회 부의장을 역임했다. 2010년 경상남도 교육감 선거에서 23.06%를 득표했으나, 25.89%를 얻은 고영진 후보에 밀려 낙선하였다. 2014년 2월 5일 경상남도 교육감 선거 예비후보로 등록하였고, 진보 성향으로 분류되며 선거에 나섰다. 이후, 6월 4일 제6회 전국동시지방선거에서 39.4%를 얻어 경쟁자였던 전현직 교육감인 권정호, 고영진 교육감을 제치고 1위로 당선되었다.
2014년 7월 1일부터 경상남도교육감에 재직 중이다.

### 주요 이력
- 2002년 7월~2010년 6월: 경남교육청 교육위원회 교육위원
- 2005년 10월~2006년 8월: 경상남도교육위원회 부의장
- 2011년 1월~2012년 12월: 마창진환경운동연합 공동대표
- 경남교육포럼 상임대표
- 학원폐지 프로젝트 대표
- 2014년 7월~: 제16·17·18대 경상남도 교육청 교육감
- 2018년 7월~2020년 6월: 제7대 전국시도교육감협의회 감사
- 2020년 7월~2022년 6월: 제8대 전국시도교육감협의회 부회장

교육감 역점공약 사업
- 교사 행정업무 획기적 감축
- 경남형 혁신학교 운영
- 즐거운 교실 만들기
- 행복한 책읽기문화 조성

## 음주운전 변명
2011년 음주운전 벌금형을 받은 것에 관해 박종훈은 2010년 송년회 때 단속되었다고 전하며, “나는 사실 술은 입에도 못 대는 사람이거든요. 연말 송년회 때 토요일 세 군데인가 네 군데인가 인사를 하고 다니면서 입에만 댄 것이 한 잔쯤 되었을 거예요. 그런데 음주단속에 걸려 차가 대여섯 대 줄을 서 있는데, 마침 가그린이 차에 있었어요. 그걸 입안에 머금고 계속 헹궈냈죠. 그런데 알고 보니 가그린 그게 순 알코올이라네요.”라고 변명했다.

## 전과
- 도로교통법위반(음주운전): 벌금 1,500,000원 - 2011년 3월 28일 선고[3]

## 학력
- 마산고등학교 졸업
- 경남대학교 정치외교학과 학사
- 경남대학교 정치학 석사 · 정치학 박사

## 저서
- <무릎을 굽히면 아이들이 보입니다>(브레인 출판사)

## 역대 선거 결과
|  | 23.06% |

|  | 39.41% |

|  | 48.39% |

|  | 50.23% |